# ブロイ公

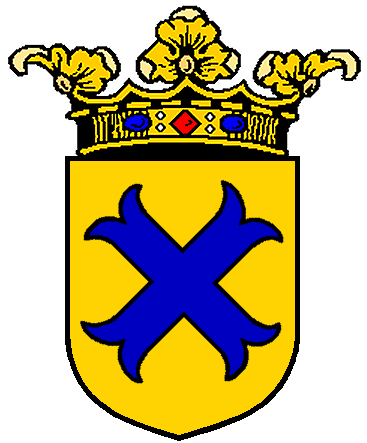
ブロイ公の紋章 (X十字空色紋)

ブロイ公（ブロイこう、フランス語: duc de Broglie）は、イタリア、ピエモンテ州に起源を持つフランス貴族。ブルボン朝時代の1643年にフランスへ移住した。フランス軍元帥 (maréchal de France) を3人、フランス学士院会員を複数、ノーベル賞科学者を1人輩出している。
軍人のフランソワ・マリー (François-Marie) がフランスに来て、伯爵（ブロイ伯、comte de Broglie）の地位を与えられた。その孫で同名のフランソワ＝マリーが1742年、公爵を与えられている。
ブロイの名はイタリア語に起源を持ち、フランス語には珍しい/brœj/という発音になる。仮に本来のフランス語に近い綴りにすればBreuil、英語ならBroyとなる。

## ブロイ伯
- フランソワ・マリー (François-Marie, comte de Broglie) 　軍人
- ヴィクトル・モーリス (Victor-Maurice, comte de Broglie) 　フランス元帥

## ブロイ公
- 初代：フランソワ＝マリー（1671年 - 1745年） - フランス元帥、ストラスブール知事
- 第2代：ヴィクトル＝フランソワ（1718年 - 1804年）  - フランス元帥
- 第3代：ヴィクトル（1785年 - 1870年） - 政治家、外交官、アカデミー・フランセーズ会員
- 第4代：アルベール（1821年 - 1901年） - 政治家、作家、フランス学士院会員
- 第5代：ヴィクトル (Victor)  （1846年 - 1906年）
- 第6代：モーリス（1875年 - 1960年） - 物理学者、アカデミー・フランセーズ会員、フランス科学アカデミー会員
- 第7代：ルイ＝ヴィクトル（1892年 - 1987年） - 物理学者、ノーベル物理学賞受賞、アカデミー・フランセーズ会員、フランス科学アカデミー会員
- 第8代：ヴィクトル＝フランソワ（Victor-François）（1949年 - 2012年）
- 第9代：フィリップ＝モーリス(Philipe-Maurice)（1960年 - ）

## その他の特筆すべき人物
- シャルル＝フランソワ (Charles-François de Broglie, marquis de Ruffec)  （1719年 - 1781年） - 軍人、外交官
- シャルル＝ルイ＝ヴィクトール (Charles-Louis-Victor, prince de Broglie)  （1756年 - 1794年） - 軍人
- ジャン (Jean de Broglie)  （1921年 - 1976年） - 政治家、スタール夫人の曾孫、ブロイ村長、大臣
- ガブリエル (Gabriel de Broglie)  （1931年 - ） - 歴史学者、政治家、アカデミー・フランセーズ会員

## ド・ブロイ広場
ストラスブールにはド・ブロイ広場 (fr:Place Broglie) がある。18世紀にここを再建した初代ブロイ公フランソワ・マリーにちなんで名づけられた。

## ブロイ村
オート＝ノルマンディー地域圏ウール県の村。人口千人程度。1742年ルイ15世によりブロイ家の公爵領とされる。ブロイ家の者が村長を務めたこともある。